# Josef Cierocki
Josef Cierocki (* 26. Oktober 1886 in Mirchau, Westpreußen; † 13. Dezember 1960 in Konstanz) war ein deutscher Politiker (Zentrum, CDU).

## Leben und Beruf
Nach dem Besuch der Volksschule erlernte Cierocki, der römisch-katholischen Glaubens war, das Bierbrauerhandwerk. Von 1905 bis 1907 leistete er seinen Militärdienst ab. Anschließend war er bis zum Ersten Weltkrieg, in dem er als Soldat diente (letzter Dienstgrad: Feldwebel), in seinem erlernten Beruf tätig. Von 1919 bis 1933 war er hauptamtlicher Gewerkschaftssekretär des Christlichen Transportarbeiterverbandes in Danzig, anschließend bis 1939 Verbandssekretär der Katholischen Arbeitervereine in der Diözese Danzig und Herausgeber der Zeitung „Der katholische Arbeiter“. Daneben war er von 1919 bis 1945 Geschäftsführer der Lebensversicherungsgesellschaft „Isar“ in Danzig. 1941 wurde er zur Luftschutzpolizei dienstverpflichtet. Zwischen 1935 und 1944 war er mehrfach aus politischen Gründen in Haft. Danker und Lehmann-Himmel charakterisieren ihn in ihrer Studie über das Verhalten und die Einstellungen der Schleswig-Holsteinischen Landtagsabgeordneten und Regierungsmitglieder der Nachkriegszeit in der NS-Zeit als Widerstandleistenden und daher als „oppositionell-gemeinschaftsfremd“.
Nach dem Zweiten Weltkrieg kam Cierocki als Heimatvertriebener nach Eutin, wo er sich als selbständiger Kaufmann niederließ. Cierocki war Mitglied im Bund der Danziger. Er war verheiratet und hatte drei Kinder.

## Partei
Cierocki gehörte in der Freien Stadt Danzig dem ZENTRUM an. Nach 1945 trat er der CDU in Schleswig-Holstein bei.

## Abgeordneter
Von 1920 bis 1934 war Cierocki Abgeordneter des Volkstages und der Stadtverordnetenversammlung der Freien Stadt Danzig. Seit 1946 war er Stadtrat in Eutin und Kreistagsabgeordneter im Kreis Eutin (heute Kreis Ostholstein).
Cierocki war von 1947 bis 1950 Abgeordneter im Landtag von Schleswig-Holstein. Der Landtag wählte ihn zum Mitglied der ersten Bundesversammlung, die am 12. September 1949 Theodor Heuss zum Bundespräsidenten wählte.